# کریس فاگین
کریس فاگین (انگلیسی: Chris Foggin؛ زادهٔ ۱۵ سپتامبر ۱۹۸۵) فیلم‌نامه‌نویس و کارگردان فیلم اهل بریتانیا است.
فیلم کوتاه او با نام درخواست دوستی در حال بررسی (۲۰۱۲) حضور موفقی در چند جشنواره از جمله جشنواره بین‌المللی فیلم شیکاگو داشته و برنده چند جایزه نیز شده است.

## فیلم‌شناسی
- ستاره‌هایی در فیلم‌های کوتاه (۲۰۱۲) - فیلم کوتاه
- درخواست دوستی در حال بررسی (۲۰۱۲) - فیلم کوتاه
- کودکان عاشق (۲۰۱۵) - نخستین فیلم بلند
- دوستان ماهیگیر (۲۰۱۸)
- این کریسمس است (۲۰۲۲)
- بانک دیو (۲۰۲۳)